# Artilleriekaserne (Trier)
Die Artillerie-Kaserne war eine Kaserne in Trier, die im Jahr 1912 fertiggestellt wurde. Benannt wurde sie nach der in ihr beherbergten Truppengattung Artillerie. Sie lag im Stadtteil Trier-Nord, zwischen der Schöndorferstraße und Schönbornstraße und war Garnison für das Feld-Artillerie-Regiment Nr. 44.

## Geschichte
Das Feld-Artillerie-Regiment Nr. 44, ab 1902 umbenannt in Triersches Feld-Artillerie-Regiment Nr. 44, lag dort von 1899 bis 1918 in Garnison, weitere Teile in der Maximinkaserne. 1919 rückten die französischen Einheiten ein und nannten die Kaserne „Quartier de Grand Couronné“, eine kleine Gemeinde im Département Seine-Maritime in der damaligen Region Haute-Normandie im Norden Frankreichs. Das 230. Artillerie-Regiment „Champagne“ (230º Régiment d’Artillerie de Campagne 230ºRAC), war bis zum Ende des Jahres 1922 dort einquartiert. Welche französischen Einheiten danach, bis 1928, in der Kaserne lagen, kann derzeit nicht belegt werden. 1930 wurde die große Reithalle, die auf dem Innenhof stand, abgebrochen. Die Pferdeställe entlang der Schöndorfer Straße wurden aufgestockt und zu Wohnhäusern umgebaut und Behörden zogen ein.